# Crisis de Mayotte de 2024
Una crisis política y económica estalló en el territorio francés de Ultramar de Mayotte a principios de 2024.

## Descripción
Mayotte es el departamento más pobre de Francia.  A pesar de esto, Mayotte es rica en comparación con los Estados soberanos de Madagascar y Comoras, y los inmigrantes económicos han llegado a Mayotte en busca de trabajo. En 2018, la policía detuvo a inmigrantes ilegales, lo que provocó disturbios. En 2021, 54 miembros del Parlamento advirtieron sobre un "caos social inminente" debido a la pobreza extrema y la inmigración ilegal. A principios de 2023, los barrios marginales fueron arrasados. Los vehículos de emergencia anunciaron que no circularían de noche en diciembre de 2023. Las sequías provocaron escasez de agua y se llevaron a cabo protestas. Mayotte ha estado sufriendo una falta de inversión.
El presidente de la Asamblea Nacional, Yaël Braun-Pivet, visitó Mayotte en enero de 2024. Se llevaron a cabo operativos policiales. Estallaron quince días de protestas. Se han bloqueado carreteras, lo que perturba la economía y provoca escasez de alimentos. Se han denunciado actos de violencia y toques de queda.
El Ministro del Interior y de Ultramar, Gérald Darmanin, visitó la isla y anunció que se restringirá el derecho automático a la ciudadanía francesa por nacimiento en Mayotte.
En abril de 2024, la política ultraderechista Marine Le Pen visitó Mayotte.